# Frank D. White
Frank Durward White, född 4 juni 1933 i Texarkana, Texas, död 21 maj 2003 i Little Rock, Arkansas, var en amerikansk republikansk politiker. Han var den 41:a guvernören i delstaten Arkansas 1981-1983.
Han föddes i Bowie County som Durward Frank Kyle, Jr. Han var sex år gammal när fadern Durward Frank Kyle dog. Modern Ida Bottoms Clark gifte om sig med Loftin White och Frank adopterades av styvfadern. Samtidigt som han tog Whites efternamn, ändrade han ordningen på förnamnen. Familjen bodde i Dallas County, Texas fram till styvfaderns död 1950. Frank flyttade sedan med modern tillbaka till Texarkana.
White utexaminerades 1956 från United States Naval Academy. Han gifte sig med Mary Blue Hollenberg. Paret fick tre barn och äktenskapet slutade i skilsmässa. White gifte om sig 1975, två år efter skilsmässan, med Gay Daniels.
I sin ungdom döptes White till baptistisk tro i Texarkana. Kyrkan var Beech Springs Baptist Church, vars pastor Mike Huckabee senare blev. Efter att ha gift sig för andra gången, deltog White och hustrun Gay för en tid i gudstjänsterna i metodistkyrkan First United Methodist Church i Little Rock. Sedan var de med om att tillsammans med några andra par starta en egen fundamentalistkyrka, Fellowship Bible Church.
White arbetade länge för finanshuset Merrill Lynch. Han blev 1973 bankdirektör för Commercial National Bank. White hade tidigare varit medlem i demokraterna men han bytte parti till republikanerna. Han besegrade överlägset Marshall Chrisman i republikanernas primärval inför 1980 års guvernörsval i Arkansas. I själva guvernörsvalet besegrade han ämbetsinnehavaren Bill Clinton med 51,9% mot 48,1% för Clinton.
White var en mycket konservativ guvernör. Han förespråkade undervisningen av kreationism i skolorna. Han undertecknade en lag enligt vilken alla skolor som undervisar evolutionsteori måste också undervisa kreationism. Rättsfallet McLean vs. Arkansas resulterade 5 januari 1982 i ett domslut där lagen förkastades som stridande mot USA:s konstitution i och med att kreationismen inte är en vetenskaplig teori.
White kandiderade 1982 till omval men fick 45,3% av rösterna mot 54,7% för Clinton. White utmanade Clinton ännu en gång i 1986 års guvernörsval men fick den gången endast 36% av rösterna.
Whites grav finns på Mount Holly Cemetery i Little Rock.